# Serieåret 2001

## Händelser

### December
- December - Första numret av Eastman and Laird's Teenage Mutant Ninja Turtles, volym 4 publiceras.[1]

### Okänt datum
- Buzz Lightyear - Ny serietidning från Egmont.[2]
- Den svenska serietidningen Hagbard läggs ner efter två år.[3]
- Farbror Joakim - serietidningen nedlagd efter 25 år.[4]
- Hacke hackspett (ver. 2) - Nylansering från Egmont.[5]
- Seriemagasinet läggs ner efter 53 år.[6]
- Digimon - Ny serietidning från Egmont.[7]
- Gigant (ver. 2) - Nylansering från Egmont.[8]
- JLA - Gamla "Lagens väktare" i nyversion från Egmont.
- Pondus - Ny serietidning från Full Stop Media.[9]
- Simpsons - Ny serietidning från Egmont.[10]
- Witch - Ny serietidning från Egmont.[11]

## Pristagare
- Adamsonstatyetten: Hans Lindahl, Claes Reimerthi, Jim Meddick
- Unghunden: Carlsen Comics
- Urhunden för svenskt album: "För fin för denna världen" av Daniel Ahlgren
- Urhunden för översatt album: "Vänta Lite..." av Jason (Norge)

## Utgivning
- Bacon & Ägg : i själva verket.
- Dragon Ball 10-21.
- Jag Arne .
- Kalle Ankas Pocket #254-266.
- Lucky Luke och målaren.
- Mangan Sailor Moon ges ut i åtta nummer i Sverige (serietidning, baserad på stillbilder från TV).
- Mangan Digimon ges ut i sex nummer i Sverige.
- Pseudomangan W.i.t.c.h. ges ut i sex nummer i Sverige.

### Album
- Asterix och Latraviata[12]
- Eva & Adam - Tjejsnack och killkris[13]
- Målaren (Lucky Luke)[14]

## Avlidna
- 1 mars - Torsten Bjarre, 85, svensk serietecknare.
- 27 juni - Tove Jansson, 86, finlandssvensk författare och konstnär, skapare av Muminböckerna och -serierna.

### Fotnoter
1. ↑  ”Teenage Mutant Ninja Turtles Volume Four #1”. Mirage Comics. 1 december 2001. http://miragelicensing.com/comics/mirage/volume04/01/01.html. Läst 18 mars 2012.
2. ↑  Seriesamlarna
3. ↑  Svenskt serieindex
4. ↑  Svenskt serieindex
5. ↑  Seriesamlarna
6. ↑  Seriesamlarna
7. ↑  Seriesamlarna
8. ↑  Seriesamlarna
9. ↑  Seriesamlarna
10. ↑  Seriesamlarna
11. ↑  Seriesamlarna
12. ↑  ”Tintin”. Arkiverad från originalet den 13 februari 2011. https://web.archive.org/web/20110213010603/http://www.asterix.com/books/albums/. Läst 12 mars 2011.
13. ↑  Seriesamlarna
14. ↑  ”Lucky Luke på svenska”. Arkiverad från originalet den 11 november 2014. https://web.archive.org/web/20141111004811/http://www.visit.se/~dampgrodan/album_kronolog.html. Läst 12 mars 2011.